# 717 (číslo)
Sedm set sedmnáct je přirozené číslo. Následuje po čísle sedm set šestnáct a předchází číslu sedm set osmnáct. Římskými číslicemi se zapisuje DCCXVII a řeckými číslicemi ψιζ.

## Matematika
717 je:
- Deficientní číslo
- Poloprvočíslo
- Nešťastné číslo

## Astronomie
- (717) Wisibada je planetka hlavního pásu, kterou objevil v roce 1911 Franz Kaiser

## Roky
- 717
- 717 př. n. l.